# Tchakabum
Tchakabum é um grupo musical brasileiro fundado no Rio de Janeiro em 1998, sendo originalmente formado pelos irmãos Marcelo e Nem Menezes como vocalistas e pela dançarina Gracyanne Barbosa.

## Carreira
Em 1999, os irmãos cariocas Marcelo e Nem Menezes decidiram criar uma banda que misturasse pagode baiano e axé, embalados pelo sucesso dos grupos da Bahia destes ritmos, convidando a dançarina Gracyanne Barbosa para fazer parte e nomeando o projeto como Tchakabum.
O sucesso "Tesouro de Pirata" ganhou grande repercussão mundial devido a influência de Kleber Bambam no primeiro BBB, no ano de 2002.
Em 2005, Marcelo deixou o Tchakabum após diversas brigas com o irmão e formou uma nova banda, o Capitão Pirata. O grupo continuou apenas com Nem como vocalista e Gracyanne como dançarina, porém acabou perdendo o contrato com a gravadora e passou por um período de dificuldades financeiras.
Em 2008, após o Capitão Pirata não obter o sucesso que esperava, Marcelo retornou ao Tchakabum, porém Gracyanne decidiu deixar o projeto, insatisfeita que o grupo já não lançava material há 4 anos, e foi substituída por Jaqueline Farias e Elaine Costa.
Em 2009, Jaqueline deixou o grupo e foi substituída por Mariana Souza, que permaneceu apenas até 2010, quando deixou o grupo chegou ao fim.
Retornaram oficialmente no Carnaval de 2016. Nesse ano, o grupo lança o hit "Desce Sobe" que atinge em poucas semanas a marca de 500 mil visualizações da coreografia e de 600 mil players em todo mundo.
Em 2019, lançam “Passinho do Rá”.
No início de 2022, lançam o single "Cavalona", em parceria com a cantora Gabily, música mistura batidas de trap com pagode baiano. Ainda em 2022, o hit “Tubarão Te Amo”, do DJ LK, fez o Tchakabum voltar às paradas.

## Outras aparições
No dia 2 de outubro de 2015, o vocalista Marcelo Menezes entrou para a quinta temporada do Além do Peso, reality show da RecordTV e foi um dos finalistas da atração.
Em abril de 2019, Marcelo Menezes e a ex-dançarina Elaine Costa entraram como um dos casais da quarta temporada do reality show Power Couple, da RecordTV.
Em janeiro de 2025, a ex-dançarina Gracyanne Barbosa entrou para a vigésima quinta temporada do reality show Big Brother Brasil, competindo inicialmente em dupla com a irmã Giovanna Jacobina.

## Integrantes

### Vocalistas
- Marcelo Menezes (1998–2005; 2008–2010; 2016–presente)
- Monsueto Menezes (Nem) (1998–2010; 2016–presente)

### Dançarinas
- Gracyanne Barbosa (2000–2008)[6][7]
- Elaine Costa (2008–2010)
- Jaqueline Farias (2008–2009)
- Mariana Souza (2009–2010)

## Discografia

### Álbuns de estúdio
| Álbum          | Detalhes                                                                   |
| -------------- | -------------------------------------------------------------------------- |
| Avião          | - Lançamento: 14 de novembro de 1999 - Formatos: CD - Gravadora: Universal |
| Capitão Tchaka | - Lançamento: 28 de janeiro de 2001 - Formatos: CD - Gravadora: Universal  |
| Explosão       | - Lançamento: 9 de dezembro de 2003 - Formatos: CD - Gravadora: Universal  |

### Álbuns ao vivo
| Álbum               | Detalhes                                                                |
| ------------------- | ----------------------------------------------------------------------- |
| Ao Vivo             | - Lançamento: 16 de junho de 2002 - Formatos: CD - Gravadora: Universal |
| Ensaio do Tchakabum | - Lançamento: 18 de agosto de 2003 - Formatos: CD - Gravadora: Radar    |
| Ao Vivo 2           | - Lançamento: 7 de novembro de 2004 - Formatos: CD - Gravadora: Radar   |

### Coletâneas
| Álbum                     | Detalhes                                                                                       |
| ------------------------- | ---------------------------------------------------------------------------------------------- |
| Olha a Onda com Tchakabum | - Lançamento: 28 de janeiro de 2016 - Formatos: CD, download digital - Gravadora: Independente |

### Singles
| Título                           | Ano  | Álbum                         |
| -------------------------------- | ---- | ----------------------------- |
| "Avião"                          | 1999 | Avião                         |
| "Quebra Galho"                   | 2000 | Avião                         |
| "Tesouro de Pirata (Onda Onda)"  | 2001 | Capitão Tchaka                |
| "Aninha na Praia"                | 2001 | Capitão Tchaka                |
| "Chupeta de Trem"                | 2002 | Capitão Tchaka                |
| "Dança da Mãozinha"              | 2002 | Ao Vivo                       |
| "Flutua"                         | 2002 | Ao Vivo                       |
| "Lá Vai a Bomba"                 | 2003 | Ensaio do Tchakabum           |
| "Explosão"                       | 2003 | Explosão                      |
| "Curupaco"                       | 2004 | Explosão                      |
| "De Balão"                       | 2004 | Explosão                      |
| "Quebra"                         | 2004 | Ao Vivo 2                     |
| "Mão na Cintura"                 | 2005 | Ao Vivo 2                     |
| "Dance Psy"                      | 2010 | Não adicionado à nenhum álbum |
| "Não Foge"                       | 2010 | Não adicionado à nenhum álbum |
| "Desce Sobe"                     | 2016 | Olha a Onda com Tchakabum     |
| "Tudo Ela Faz de Shortinho"      | 2016 | Não adicionado à nenhum álbum |
| "Ai que Calor"                   | 2016 | Não adicionado à nenhum álbum |
| "Lentamente"                     | 2018 | Não adicionado à nenhum álbum |
| "Joga Esse Bum" (com Psirico)    | 2019 | Não adicionado à nenhum álbum |
| "Mexe Subindo e Descendo"        | 2019 | Não adicionado à nenhum álbum |
| "Passinho do Rá" (com Dennis DJ) | 2019 | Não adicionado à nenhum álbum |